# Савджели
Савджели (на гръцки: Πλατανιές, Платаниес, до 1926  Σαντζαλή, Садзали) е бивше село в Република Гърция, в дем Кукуш, област Централна Македония.

## География
Селото е северозападна махала на Аканджали (Муриес), разположена северно от железопътната линия.

## История
В XIX век Савджели е село в Дойранска каза на Османската империя. В „Етнография на вилаетите Адрианопол, Монастир и Салоника“, издадена в Константинопол в 1878 година и отразяваща статистиката на населението от 1873 година, Сарджели (Sardjéli) е посочено като селище в Дойранска каза с 42 домакинства, като жителите му са 61 мюсюлмани и 48 българи.
Според статистиката на Васил Кънчов („Македония. Етнография и статистика“) в 1900 година Савджели има 170 жители турци.
През Балканската война в 1912 година в селото влизат части на Българската армия.
В 1913 година след Междусъюзническата война селото попада в Гърция. Мюсюлманското му население се изселва в Турция и на негово място са настанени гърци бежанци. През 1926 години селото е прекръстено на Платаниес. В 1928 година Акакиес със старо име Савдзали (Σαβδζαλή) е представено като бежанско със 17 семейства и 56 жители бежанци.